# 根こそぎ動員
根こそぎ動員（ねこそぎどういん）とは、太平洋戦争末期に本土に近付く連合軍に対抗するべく、日本軍が兵力を補うために行った動員の通称である。
おもに本土における根こそぎ動員と満州地域における根こそぎ動員があった。その他沖縄県などの南西諸島でも、鉄血勤皇隊など、沖縄戦前後に15歳以上から65歳未満まで戦闘員として徴用されたことを言うが、義勇兵役法成立以前の防衛召集によるものである。
また、同様の民間人動員が、ナチス・ドイツでも行われた。（関連項目参照）

## 概要
本土決戦への備えで、3回に分けて師団増強が行われ、40個師団・16個独立混成旅団・6個戦車旅団が新設された。師団は、沿岸配備師団と機動打撃師団に大別された。また、満州（関東軍）から3個師団・1個戦車師団（戦車第1師団）の転用が行われた。
沿岸配備師団は、敵上陸にあたっては構築した横穴陣地やトーチカからの攻撃によって上陸部隊を拘束し、内陸部に配置された機動打撃師団などの主力部隊の攻撃を容易にする任務を持った。こうした任務から俗に「はりつけ師団」あるいは「かかし兵団」といわれた。これらの師団に配属された4個歩兵連隊のうち、1個連隊のみは反撃連隊と呼ばれる異なった編制を持ち、馬が多めに配備されて機動性が確保されていた。しかし、第三次兵備に至っては師団は3個連隊編成となり、そのような反撃力の付加はおろか、通常の武装すら満足に行きわたらなかった。
機動打撃師団は沿岸配備師団が防いでいるところに出撃し攻撃をかける任務を持ち、3個歩兵連隊のほか、野（山）砲連隊、迫撃連隊や速射砲機関砲等の火力を重視し、優秀な素質を目指した師団である。しかし、人員こそ「根こそぎ動員」によって調達したものの、小銃すら満足に行き届かない状態で、実際には「かかし兵団」といわれた沿岸配備師団よりはマシという程度であった。
この根こそぎ動員によって、53個師団・2個戦車師団・4個高射師団・22個混成独立旅団・7個独立戦車旅団・3個警備旅団延べ315万人が、本土決戦のための防衛戦力として用意された。
満州では、関東軍から南方へ引き抜かれた兵力を補充すべく、1945年1月16日に残存兵力の再編成が行われ、8個師団・4個独立混成旅団が編成された。（第121・第122・第123・第124・第125・第126・第127・第128師団）
その後さらなる兵力増強のため7月10日に、満州居留邦人15万名、在郷軍人25万名が根こそぎ動員によって動員され、9個師団・7個独立混成旅団が新設された。それらの部隊は、関東軍特種演習によって満州に輸送されていた装備で武装が行われた。